# Vlad Ionescu
Vlad Ștefăniță Ionescu (n. 22 aprilie 1938, București – d. 28 mai 2000, București) a fost un inginer român, membru corespondent (1996) al Academiei Române.

## Lucrări publicate

### Monografii
- C. Penescu, V. Ionescu, E. Rosinger, Mathematical Programming with Applications to Power- Generation (in Romanian), Romanian Academy Publishing House, 1967.
- C. Penescu, V. Ionescu, E. Rosinger, Optimization Theory (in Romanian), Romanian Academy Publishing House, 1970.
- V. Ionescu, Linear Systems (in Romanian), Romanian Academy Publishing House, 1973 (awarded with the Romanian Academy Prize in 1973).
- V. Ionescu, L. Lupas, Computation Techniques: Linear Systems (in Romanian), 'Tehnica' Publishing House, 1974.
- V. Ionescu, L. Lupas, Computation Techniques: Optimal Systems (in Romanian), 'Tehnica' Publishing House, 1974.
- V. Ionescu, Introduction to Structural Theory of Linear Systems (in Romanian), Romanian Academy Publishing House, 1975.
- V. Ionescu, Structural Synthesis of Linear Systems (in Romanian), Romanian Academy Publishing House, 1979.
- V. Ionescu, C. Popeea, Systems Theory: A Geometric Approach (in Romanian), 'Tehnica' Publishing House, 1986.
- V. Ionescu (Ed.) Automatica from A to Z (in Romanian), Scientific and Encyclopaedic Publishing House, 1988.
- A. Halanay, V. Ionescu, Time Varying Discrete Linear Systems, Birkhäuser, Basel, 1994.
- V. Ionescu, A. Varga, Systems Theory: Robust Synthesis, ALL Publisher, 1995.
- Comande Optimale (ed. J- M Dion), Chapters 3 - 5, Diderot, Paris, 1996.
- V. Ionescu, C. Oara, M. Weiss, Generalized Riccati Theory: A Popov Function Approach, John Wiley, 1998.
- V. Ionescu, A. Stoica, Robust Stabilization and H Problem, Kluwer Academic Publishers, Dordrecht, Boston, London, 1999.
- H. Abou-Kandil, G. Freiling, V. Ionescu, G. Jank, Matrix Riccati Equations in Control and Systems Theory, Birkhäuser, Basel, 2003.

### Cursuri universitare
- V. Ionescu, System Optimization (in Romanian), Editura Didactica si Pedagogica, 1981.
- V. Ionescu, Systems Theory (in Romanian), Editura Didactica si Pedagogica, 1985.
- V. Ionescu, Nonlinear Systems (in Romanian), Editura Didactica si Pedagogica, 1986.

## Articole
- V. Ionescu, Nonharmonic analysis: A Hilbert space based approach, Electrotehnica no. 9, vol. 6, pp. 1–14, 1958.
- V. Ionescu, Théorème de l'énergie électromagnétique en régime déformant du champ électromagnétique (in Romanian), Compte-rendu de l'Academie Roumaine (Electr. et Energ.), no. 4, vol. 10, pp. 819–826, 1960.
- C. Penescu, V. Ionescu, Frequency sensors synthesis: Applicaton to frequency control (in Romanian), Automatica & Electronica no. 1, vol. 5, pp. 13–20, 1961.
- V. Ionescu, New trends in frequency control and power allocation (in Romanian), Energetica, no. 2, vol. 9, pp. 52–58, 1961.
- C. Mihaileanu, V. Ionescu, Mathematical representation of power systems equiped with speed and frequency control (in Romanian), Energetica, no. 2, vol. 9, p. 52-58, 1961.
- V. Ionescu, D. Leonida, Optimal allocation of power generation:The single area case (in Romanian), Energetica, no. 4, vol. 10, pp. 249–257, 1962.
- V. Ionescu, D. Leonida, Optimal allocation of power generation:The multi area case (in Romanian), Energetica, no. 6, vol. 10, pp. 148–159, 1962.
- V. Ionescu, Transient state of decentralized control systems (in Romanian), Compte-rendu de l'Academie Roumaine (Automatique), no. 2, pp. 118–198, 1962.
- S. Calin, V. Ionescu, Optimal tunning of P.I. controllers via second degree equivalent (in Romanian), Automatica & Electronica, no. 6, vol. 7, pp. 261–269, 1963.
- V. Ionescu, Suboptimal tuning of controllers for plants with input-time delay (in Romanian), vol. IRME, no. 2, pp. 1–14, 1963.
- S. Calin, V. Ionescu, Second degree equivalent applied to complex controller synthesis (in Romanian), Compte-rendu de l'Academie Roumaine (Automatique), no. 3, pp. 281–289, 1964.
- V. Ionescu, E. Rosinger, On the optimal synthesis of control systems (in Romanian), Automatica & Electronica, no. 6, vol. 8, pp. 1–14, 1964.
- V. Ionescu, Frequency and tie-line power control: The two areas case (in Romanian), vol. IRME, no. 3, pp. 12–24, 1964.
- V. Ionescu, D. Leonida, Steady state evaluation of parallel speed regulation (in Romanian), vol. IRME, no. 4, pp. 31–38, 1964.
- V. Ionescu, Some considerations on time-optimal control systems (in Romanian), Automatica & Electronica, no.5, vol. 9, pp. 234–241, 1965.
- Ionescu, Complex optimization of power systems by means of frequency-voltage control, IFAC Congress 1966, paper 21 C Power Systems, section 21, pp. 21C1-21C18.
- V. Ionescu, New aspects concerning the phase-frequency control (in Romanian), vol. IRME, no. 5, pp. 1–16, 1965.
- D. Leonida, V. Ionescu, Automatic loading of a hydroelectric power center (in Romanian), vol. IRME, no. 5, pp. 4–21, 1965.
- V. Ionescu, Gh. Varady, Simulation and modelling of power systems: objectives and performances (in Romanian), vol. IRME, no. 4, pp. 1–16, 1966.
- V. Ionescu, Some practical results on automatic power loading of a hydroelectric power plant (in Romanian), vol. IRME, no. 6, pp. 1–14, 1966.
- V. Ionescu, D. Leonida, Multiple level control of cascaded hydroelectric power plants (in Romanian), vol. IRME, no. 7, pp. 31–39, 1967.
- V. Ionescu, Continuous and sample data control systems: Analysis and synthesis (in Romanian), vol. IRME, no. 7, pp. 10–22, 1967.
- V. Ionescu, D. Leonida, Optimal multilevel control and energy optimization of cascaded hydroelectric plants (in Romanian), Energetica, no. 12, vol. 16, pp. 24–31, 1968.
- V. Ionescu, Input-state-output representation of linear systems (in Romanian), Automatica & Electronica, no. 2, vol. 16, pp. 41–58, 1972.
- V. Ionescu, On the canonical representation of a smooth finite dimensional linear system (in Romanian), Compte-rendu de l'Academie Roumaine (Electr. et Energ.), no. 4, vol. 22, pp. 993–1006, 1972.
- V. Ionescu, On the algebraic concept of the control law, Revue Roum. des Sci. Tech., Serie Electr. et Energ., no. 4, vol.17, pp. 655–665, 1972.
- V. Ionescu, On the realisability and state space description of linear systems (in Romanian), Compte-rendu de l'Academie Roumaine ( Electr. et Energ.), no. 1, vol. 5, pp. 245–264, 1973.
- C. Penescu, V. Ionescu, DEDTS strategies for time- varying systems (in Romanian), Compte-rendu de l'Academie Roumaine (Electr. et Energ.), no. 6, pp. 80–96, 1973.
- V. Ionescu, On the algebraic model of the time invariant finite dimensional linear and smooth systems, Revue Roum. des Sci.Tech., Serie c, no. 2, vol. 18, pp. 292–310, 1973.
- V. Ionescu, Estimation and implicit state- feedback synthesis (in Romanian), Compte-rendu de l'Academie Roumaine (Electr. et Energ.), no. 2, vol. 23, pp. 527–550, 1973.
- V. Ionescu, An algorithm for computing the standard controllable canonical form (in Romanian), Compte-rendu de l'Academie Roumaine (Electr. et Energ.), no.4, vol. 23, pp. 1009–1023, 1973.
- V. Ionescu, On the method of particular solutions for solving the optimal control problem, Revue Roum. des Sci. Tech., Serie Electr. et Energ., no. 1, vol. 18, pp. 119–135, 1974.
- V. Ionescu, Canonical forms for multiple-input time-variable systems, Revue Roum. des Sci. Tech., Serie Electr. et Energ., no.1, vol. 19, pp. 461–478, 1974.
- V. Ionescu, Some remarks concerning system compensation (in Romanian), Compte-rendu de l'Academie Roumaine (Electr. et Energ.), no. 9, pp. 167–173, 1974.
- V. Ionescu, The concept of finiteness in the realization theory of time invariant systems, Revue Roum. des Sci. Tech., Serie Electr. et Energ., no. 1, vol. 18, pp. 99–113, 1975.
- V. Ionescu, On the design of low-order observers, Revue Roum. des Sci. Tech., Serie Electr. et Energ., no. 3, vol. 20, pp. 425– 431, 1975.
- V. Ionescu, Control law design for arbitrary pole allocation, Revue Roum. des Sci. Tech., Serie Electr. et Energ., no. 1, vol. 21, pp. 61–68, 1976.
- V. Ionescu, On the controllability and observability of discrete systems, Revue Roum. des Sci. Tech., Serie Electr. et Energ., no. 2, vol. 21, pp. 265–279, 1976.
- V. Ionescu, An efficient algorithm for computing the invariant factors, Revue Roum. des Sci. Tech., Serie Electr. et Energ., no. 3, vol. 21, pp. 419–430, 1976.
- V. Ionescu, On the tracking and regulation problem, Revue Roum. des Sci. Tech., Serie Electr. et Energ. , no. 4, vol. 21, pp. 567–574, 1976.
- V. Ionescu, On the invertibility of linear systems, Revue Roum. des Sci. Tech., Serie Electr. et Energ., no. 2, vol. 22, pp. 250–258, 1977.
- C. Popa, V. Ionescu, Heuristics in System Science (in Romanian), J. of Philosophy, no. 4 , pp. 110–118, 1977.
- V. Ionescu, A decoupling and pole assignment algorithm for right invertibility linear systems, Revue Roum. des Sci. Tech., Serie Electr. et Energ., no. 1, pp. 28–36, 1978.
- V. Ionescu, C. Popeea, On pole assignment in linear multivariable systems, Revue Roum. des Sci. Tech., Serie Electr. et Energ., no. 1, vol. 28, pp. 11–27, 1981.
- V. Ionescu, C. Popeea, Stable closed loop solutions to model matching problem, Revue Roum. des Sci. Tech., Serie Electr. et Energ., no. 2, pp. 429–440, 1978.
- V. Ionescu, An algorithm for decentralized stabilization of linear systems, Proc. of the 3rd Int. Symp. on Control Syst. and Computer Science, pp. 15–21, 1979.
- V. Ionescu, On the stable closed loop solutions to model matching problem. A polynomial approach, Revue Roum. des Sci. Tech., Serie Electr. et Energ., no. 2, vol. 25, pp. 488–501, 1980.
- V. Ionescu, Weight solutions of LQP for prescribed pole assignment, Proc of the 4th Int. Symp. on Control Syst. and Computer Science, pp. 11–19, Bucharest, 1980.
- V. Ionescu, Feedback realization by polynomial matrix computations, Revue Roum. des Sci. Tech., Serie Electr. et Energ., no. 2, vol. 25, pp. 260–265, 1980.
- V. Ionescu, Input-output invertibility: Necessary and sufficient conditions (in Romanian), Rep. 9.1.3 CNETAC, vol. 1, pp. 111–120, 1982.
- V. Ionescu, On the linear quadratic cheap control, Revue Roum. des Sci. Tech., Serie Electr. et Energ., no. 2, vol. 28, pp. 684–698, 1983.
- V. Ionescu, Continuous and discrete control systems synthesis. A unified approach, Proc. of Int. Conf. on Control and Computer Sci., pp. 8–14, Bucharest, 1983.
- V. Ionescu, The output disturbance decoupling and exact model matching problems, Proc. of the 6th Int. Conf. on Control and Syst., pp. 8–14, Bucuresti, 1983.
- V. Ionescu, Control systems synthesis via computer aided design, Revue Roum. des Sci. Tech., J/M, vol. 30, pp. 83–88, 1985.
- V. Ionescu, Synthesis of regulation algorithms applied to real time control of D.C. Motors, Proc. of Real Time Control of Electromechanical Syst., pp. 411–426, London, Feb. 1986.
- V. Ionescu, A unitary method for stabilizing compensator synthesis, Proc. of Symp. on Syst. Theory, IFAC, pp. 386–391, Budapest, 1986.
- V. Ionescu, Identification and stabilization of electrical drive systems. A unified approach, Proc. of the 2nd Int. Conf. on Electr. Drive., pp. 110–119, Pekin, China 1988.
- V. Ionescu, Invariant Differential Systems and Local Controllability, Proc. of the 7th Int. Conf. on Control and Comp. Science, pp. 1–20, Bucharest, 1987.
- V. Ionescu, V. Razvan, The nonlinear regulator problem for constant signals, Kybernetika, no. 1, pp. 12–21, 1990.
- V. Ionescu, Synthesis of one channel structures with scalar decoupling applied to drive systems control, Advances in Electrical Engineering Software, no. 1, vol. 1, pp. 24–31, March, London, 1990.
- V. Ionescu, A. Varga, On model reduction of continuous systems via balanced realizations, Syst. and Contr. Lett., no. 4, vol. 10, pp. 1–8, 1990.
- V. Ionescu, On H and H2 norms evaluation, Revue Roum. des Sci. Tech., Serie Electr. et Energ., no. 3, pp. 223–228, 1990.
- V. Ionescu, Synthesis of one channel structures with scalar decoupling, Int. J. for Comp. Mech., no. 1, vol. 1, pp. 68–76, 1990.
- V. Ionescu, M. Weiss, Numerical evaluation of L2 and H2 norms, Revue Roum. des Sci. Tech., vol. 35, no. 4, pp. 528–538, 1990.
- V. Ionescu, M. Weiss, State-space solution for the discrete-time H control problem, Proc. of EUROCONTROL 1991, pp. 1278–1282, Grenoble 1991.
- V. Ionescu, M. Weiss, State-space solutions to discrete H2 control problem, Revue Roum. des Sci. Tech., vol. 36, no. 3, pp. 370–381, 1991.
- V. Ionescu, M. Weiss, State space solutions for the H - control problem, Revue Roum. des Sci. Tech., vol. 36, no. 1, pp. 101–119, 1991.
- Varga, V. Ionescu, HTOOLS - A toolbox for solving H and H2 synthesis problems, Proc. of Swansea Conf. on Computers and Control, pp. 178–182, 1991.
- V. Ionescu, M. Weiss, The L2-control problem for time-varying discrete systems, Syst. and Contr. Lett., vol. 18, pp. 371–381, 1992.
- V. Ionescu, M. Weiss, General theory of Riccati equation, Syst. in Inform. and Contr., vol. 1, pp. 57–62, 1992.
- V. Ionescu, M. Weiss, Frequency domain solvability conditions for general algebraic Riccati equation, Proc. of the 2nd IFAC Workshop on System Structure and Control, pp. 884–890, Prague, 2-5 Sept. 1992.
- V. Ionescu, M. Weiss, On computing the stabilizing solution to the discrete-time Riccati equation, Linear Algebra and Its Appl., vol. 174, pp. 229–238, 1992.
- Halanay, V. Ionescu, Generalized discrete-time Popov-Yakubovich theory, Syst. and Contr. Lett., vol. 20, pp. 1–6, 1993.
- V. Ionescu, M. Weiss, Two Riccati formulae for discrete time H control problem, Int. J. Control, vol. 57, no. 1, pp. 141–195, 1993.
- V. Ionescu, M. Weiss, The constrained continuous time algebraic Riccati equation, Proc. of the IFAC WORLD CONGRESS, 1993, pp. 388–401, Sydney, Australia, vol.2, pp. 525–528.
- V. Ionescu, M. Weiss, Continuous and discrete-time Riccati theory - A Popov function approach, Linear Algebra and Its Appl., vol. 193, pp. 173–209, 1993.
- V. Ionescu, M. Weiss, The deflating subspace of a singular matrix pencil: Application to singular Riccati equations, Proc. of the 12-th BENELUX CONF on SYST and CONTROL, March 3-5, 1993, pp. 136–142.
- Halanay, V. Ionescu, Extended Nehari problem for time-variant systems, System and Control Letters, vol. 22, pp. 195–201, 1994.
- A Halanay, V. Ionescu, Anticausal stabilizing solution to discrete reverse-time Riccati equations, Computers and Mathematics. Special Issue on Difference Equations, Pergamon Press, vol. 28, no. 1-3, pp. 115–125, 1994.
- V. Ionescu, M. Weiss, The constrained algebraic discrete-time Riccati equation, Proc. of EURO'93, ECC 93, Groningen, pp. 1800–1804.
- V. Dragan, A. Halanay, V. Ionescu, Infinite horizon disturbance-attenuation for discrete-time systems: A Popov-Yakubovich approach, Integral Eqs. and Operator Theory, Vol. 19, pp. 153–215, Birkhäuser, 1994.
- V. Ionescu, Generalized time-varying Popov-Yakubovich theory: The discrete case, Proc. of the MTNS'93, Aug. 2-6, Regensburg 1993, vol. II, pp. 717–720, Akademie Verlag, 1994.
- V. Ionescu, C. Oara, Discrete singular Riccati theory and nonstandard factorization, Proc. of the 1st Asian Control Conference, July 27-30, pp. 384–390, Tokyo, 1994.
- F.D. Barb, V. Ionescu, W. de Koning, A Popov theory based approach to state-feedback digital H control of Pritchard-Salamon systems, Proc. of the 1st Asian Control Conference, pp. 446–450, Tokyo, July 27-30, 1994.
- F.D. Barb, V. Ionescu, W. de Koning, A Popov theory based approach to digital H control with measurement feedback for Pritchard-Salamon systems, IMA Journal of Mathematical Control and Information, 11, pp. 277–309, 1994.
- F.D. Barb, V. Ionescu, W. de Koning, Digital state-feedback H control of Pritchard- Salamon systems. A Popov theory based approach, TU Delft Report 68- 75, 0922- 5888, 1994.
- F.D. Barb, V. Ionescu, W. de Koning, Digital H - control with measurement-feedback for Pritchard-Salamon systems. Part I: The equivalent discrete-time control problem, Proc. of the 33-rd IEEE Conf. on Decision and Control, Lake Buena Vista, Florida, Dec. 14-16, 1994.
- F.D. Barb, V. Ionescu, W. de Koning, A Popov theory survey on digital control of infinite-dimensional systems with unboundedness, TU Delft, Report 94-49, 0922-5641, Delft 1994.
- V. Ionescu, C. Oara, Singular Riccati equation: A matrix pencil approach, Proc. of the 5th SIAM Conference on Applied Linear Algebra, June 15-17, 1994.
- V. Ionescu, C. Oara, Discrete-time reduced order controller for robust stabilization of normalized coprime factor plant description, IMA Journal of Mathematical Control and Informatics, 11, pp. 231–252, 1994.
- F.D. Barb, V. Ionescu, W. de Koening, Digital H -control with measurement feedback for Pritchard- Salamon systems, Part II: A Popov theory based solution, Proc. of the 33-rd IEEE Conf. on Decision and Control, Lake Buena Vista, Florida, Dec. 14-16, 1994.
- V. Dragan, A. Halanay, V. Ionescu, Robust controller for time-varying discrete systems, IMA Journal of Mathematical Control and Informatics.
- Halanay, V. Ionescu, Properties of some global solutions to the discrete-time Riccati equation associated to a contracting input-output operator, J. of Diff. Eqs. and Appl., vol. 1 Nov., pp. 1–14, 1994.
- V. Ionescu, The signature conditions and its applications to circuits and systems theory, Revue Roum. des sci. tech., vol. 39, nr. 3, pp. 399–410, 1994.
- V. Ionescu, On the evaluation of the least achievable tolerance in the disturbance feedforward problem, Systems and Control Letters, vol. 25, pp. 113–119, 1995.
- V. Ionescu, Strong stabilization solution to the continuous and discrete-time Riccati equation, Qualitative Problems for Diff. Eqs. and Control Theory, World Scientific, New Jersey, pp. 169–177, 1995.
- V. Ionescu, C. Oara, Singular Riccati theory via extended symplectic pencils (SIAM invited paper), Proc. of 34th Conf. on Decision and Control, New Orleans, USA, 12- 16 Dec. 1995, pp. 1881– 1886.
- V. Ionescu, C. Oara, Discrete-time extended Nehari problem: The general case, Proc. of the 3rd Int. Congress on Industrial and Appl. Math., ICIAM, Hamburg, 3-7 July 1995.
- Oara, V. Ionescu, Reverse discrete-time Riccati theory, Proc. of the 3rd Int. Congress on Industrial and Appl. Math., ICIAM, Hamburg, 3-7 July 1995.
- V. Ionescu, C. Oara, A unified matrix pencil approach for solving nonstandard Riccati equations, Proc. of European Control Conf., pp. 2968– 2973, ECC, Rome, 5-8 Sept. 1995.
- V. Dragan, A. Halanay, V. Ionescu, Robust controller for time varying discrete systems, Proc. of European Control Conf., pp. 1769–1775, ECC, Roma, 5-8 Sept. 1995.
- V. Ionescu, C. Oara, All suboptimal and optimal Hankel norm approximations of a discrete-time system, Proc. of European Control Conf., pp. 1881–1886, ECC, Rome, 5-8 Sept. 1995.
- F.D. Barb, W. De Koning, V. Ionescu, A Popov theory based survey on digital control of infinite dimensional systems with unboundedness, IMA J. on Math. Control and Information, 12, pp. 252–298, 1995.
- Ionescu, C. Oara, Robust stabilization of normalized coprime factor plant description: The discrete case, Proc. of IFAC Conf. on Syst. Structure and Control, Nantes, 5-7 July, pp. 404–409, 1995.
- V. Ionescu, C. Oara, Singular perturbation techniques for order reduction of robust controller, IFAC/ IFURS/ IMACS Symposium, LSS' 95 Large Scale Systems and Appl., London, July 11-13, pp. 105–110, 1995.
- V. Ionescu, C. Oara, Generalized continuous time Riccati theory, Linear Alg. and Its Appl., vol. 232, pp. 111–131, 1996.
- V. Ionescu, Reverse discrete-time Riccati equation and extended Nehari problem, Linear Algebra and Its Appl., no. 236, pp 59–94, 1996.
- V. Ionescu, C. Oara, Generalized discrete- time Riccati theory, SIAM J. Contr. and Opt., vol. 34, pp. 601–619, 1996.
- V. Ionescu, C. Oara, The class of suboptimal and optimal solutions to the discrete Nehari problem: Characterization and computation, Int. J. of Control, vol. 64, pp. 483–509, 1996.
- V. Ionescu, C. Oara, The 4 block Nehari problem: A Popov function approach, IMA J. of Math. Control and Information, vol. 1, pp. 241–288, 1996.
- V. Ionescu, C. Oara, M. Weiss, General matrix pencil techniques for the solution of algebraic Riccati equations, University of Groningen, Rep. W-9507.
- V. Ionescu, C. Oara, Spectral and inner-outer factorizations for discrete-time systems, IEEE Trans. on Autom. Contr., vol. 41, pp. 1840–1845, 1996.
- V. Ionescu, C. Oara, A Popov-Yakubovich type approach to the time-varying discrete Nehari Problem: The 4 block case, invited paper to the session 'Time Dependent Systems in Network Theory and Control', MTNS' 96 Conference, St. Louis, Missouri, June 24-26, 1996.
- V. Ionescu, C. Oara, The time- varying discrete four block Nehari problem: A generalized Popov- Yakubovich type approach, Integr. Eqs. Oper. Theory, vol. 26, pp. 404–431, Birkhäuser, 1996.
- V. Ionescu, C.Oara, Existence conditions for the stabilizing solution to the time- varying discrete Riccati equation, Proc. of the 35th Conf. on Decision and Control, Kobe, Japan, Dec., pp. 2263–2264, 1996.
- S. I. Niculescu, V. Ionescu, On stability criteria for time- delay linear systems: A matrix pencil approach, Proc. of the 13th IFAC World Congr., San Francisco, July, pp. 171–175, 1996.
- V. Ionescu, C. Oara, An extension of Redheffer's theorem for time- varying systems, American Control Conf., Albuquerque, New Mexico, June, 1997.
- V. Ionescu, C. Oara, Robust controller for multiplicative uncertainty: The time- varying discrete case, American Control Conf., Albuquerque, New Mexico, June, 1997.
- S. I. Niculescu, V. Ionescu, On delay-independent criteria: A matrix pencil approach, IMA J. of Math. Contr. & Information, vol. 14, pp. 299–306, 1997.
- V. Ionescu, C. Oara, Indefinite sign Riccati theory for descriptor systems, Proc. of the 4th ECC' 97, Brussels, July, pp. 1028– 1035, 1997.
- V. Ionescu, Robust controller for multiplicative uncertainty: The time- varying case, Int. J. Contr., vol. 65, pp. 1–14, 1997.
- V. Ionescu, S. Niculescu, H.J. Woerdeman, On L2 memoryless control of time-delay systems, Proc. of CDC, San Diego, pp. 1038–1042, dec. 1997.
- Halanay, V. Ionescu, Time-varying discrete Hamiltonian systems, special issue Advances in difference eqs., II, pp 1–20, Elsevier Science Ltd., 1998.
- V. Ionescu, Time-varying discrete Riccati equation in terms of Ben Artzi-Gohberg dichotomy, Linear Algebra and Its Appl, 277, pp. 313–336, 1998.
- V. Ionescu, Redheffer's theorem revisited, Integr. Eqs. and Operators Theory, Birkäuser.
- G. Freiling, V. Ionescu, Time-varying discrete Riccati equation: Some monotonicity results, Linear Algebra and Its Appl.
- G. Freiling, V. Ionescu, Nonsymmetric discrete-time difference and algebraic Riccati equations: Some representation formulae and comments, J. Math. Anal. Appl.
- V. Ionescu, On the generalized Popov theory, Proc. of the IFAC Conference on System Structure and Control, pp. 10–16, Pergamon Press, 1998.
- V. Ionescu, C. Oara, The extended generalized distance problem in discrete time, Int. J. of Robust and Nonlinear Control, 8, pp. 523–544, John Wiley, 1998.
- V. Ionescu, Dichotomy and contractiveness for time varying discrete descriptor systems, Dynamic Systems and Applications, special issue on Continuous and discrete Hamiltonian Systems.
- V. Ionescu, C. Oara, The extended Hankel norm approximation problem for discrete-time descriptor systems, Proc. of CDC - Tampa, Florida, Dec. 1998.
- V. Ionescu, R. Stefan, Chain-scattering solution to the DF problem: A Popov function approach, IMA, J. of Math. Contr. and Inf.
- V. Ionescu, C. Oara, The extended Adamjam-Arov-Krein approximation problem for discrete-time systems, Proc. of MTNS 98, pp. 645–648, Padova, 6-10 July 1998.
- S. Niculescu, V. Ionescu, H. Woerdeman, On the Popov theory for some class of time-delay systems: A matrix pencil approach, Proc. of MTNS 98, pp. 657–660, Padova, 6-10 July 1998.
- G. Freiling, V. Ionescu, Monotonicity and convexity results for time-varying Riccati equations, Proc. of MTNS 98, pp. 617–620, Padova, 6-10 July, 1998.
- V. Ionescu, R. Stefan, Chain-scattering solution to the DAP problem: A Popov-Yakubovich type approach, Proc. of MTNS 98, pp. 205–208, Padova, 6-10 July 1998.
- V. Ionescu, S. Niculescu, J.-M. Dion, L. Dugard, Generalized Popov theory applied to state-delayed systems, Automatica IFAC.
- V. Ionescu, Dichotomy and contractiveness for time-varying discrete descriptor systems, Dynamical Systems and Applications, Special Issue on Continuous and Discrete Hamiltonian Systems, 1999.
- V. Ionescu, R. Stefan, The Bounded Real Lemma in J-form: the continuous time-varying case, Proc. of CDC, Phoenix, Arizona, 7-10 Dec. 1999.
- V. Ionescu, R. Stefan, Chain-scattering solution to the time -varying DF problem via generalized Popov-Yakubovich theory, Proc. of CDC, Phoenix, Arizona, 7-10 Dec. 1999.
- V. Ionescu, C. Oara, Mixed Riccati equation and contractiveness (invited), Proc. Eurocontrol '99, Karlsruhe, 31 Aug. - 3 Sept. 1999.
- V. Ionescu, Time-varying discrete Riccati equation: l2-invertibility, dichotomy and disconjugacy, IEEE Trans. on Autom. Contr., vol. 44, no. 11, 1999.

## Alte activități
- Reviewer pentru IEEE Transactions of Automatic Control, Linear Algebra and Its Applications, International Journal of Control, SIAM Journal of Control and Optimization, International Journal on Nonlinear and Robust Control.
- Organizator a două sesiuni invitate la Euro Control (Rome 1995) și MTNS' 98 Padova.
- Membru în Editorial Board al Révue Roumaine des Sciences Techniques, Academia Română.
- Membru în International Programme Committee pentru patru Conferințe IFAC (International Federation of Automatic Control).
- Coordonarea proiectului privind elaborarea dispozitivului de încărcare automată și sistemul de încărcare și repartiție automată pentru hidrocentrala Dobrești-Moreni.
- Coordonarea proiectului privind reglarea automată a nivelului hidrocentralelor funcționând în lanțul aval Bicaz.
- Coordonarea proiectului privind optimizarea procesului de fabricare a acetilenei și a acrilonitrilului la Combinatul Petrochimic Pitești.

### Poziții științifice
- Membru al Academiei Române, din 1996.
- IEEE Senior Member (Institute of Electrical and Electronics Engineers), USA.
- Membru al IFAC (International Federation of Automatic Control) Committee for Linear Systems and Committee for Robust Control.
- Membru în comitetul de redacție al revistei Revue Romaine des Sciences Techniques, series d'Electrotechnique et d'Energetique (Academia Română).
- Profesor de Teoria Sistemelor și Tehnici de Optimizare în Facultatea de Automatică și Calculatoare, Universitatea Politehnica din București (1962-1999).
- Profesor invitat la University of Groningen și Technical University of Delft - The Netherlands (1994).
- Profesor invitat la Polytechnic Institute of Grenoble - France (1995; 1997).
- Profesor invitat la Gerhard Mercator University - Duisburg, Germany (1997, 1998).
- Poziție de cercetare științifică NATO la Polytechnic Institute of Grenoble (1997).
- Copromotor Ph.D. la University of Groningen, Technical University of Delft - The Netherlands, și la Polytechnic Institute of Grenoble.

## Premii
- Premiul de excelență în cultura Română pe anul 1999.
- Premiul Academiei Române pe anul 1975 pentru lucrarea Sisteme Liniare.